# Ernani Costantini
Ernani Costantini (Venezia, 12 febbraio 1922 – Venezia, 23 dicembre 2007) è stato un pittore e scrittore italiano.

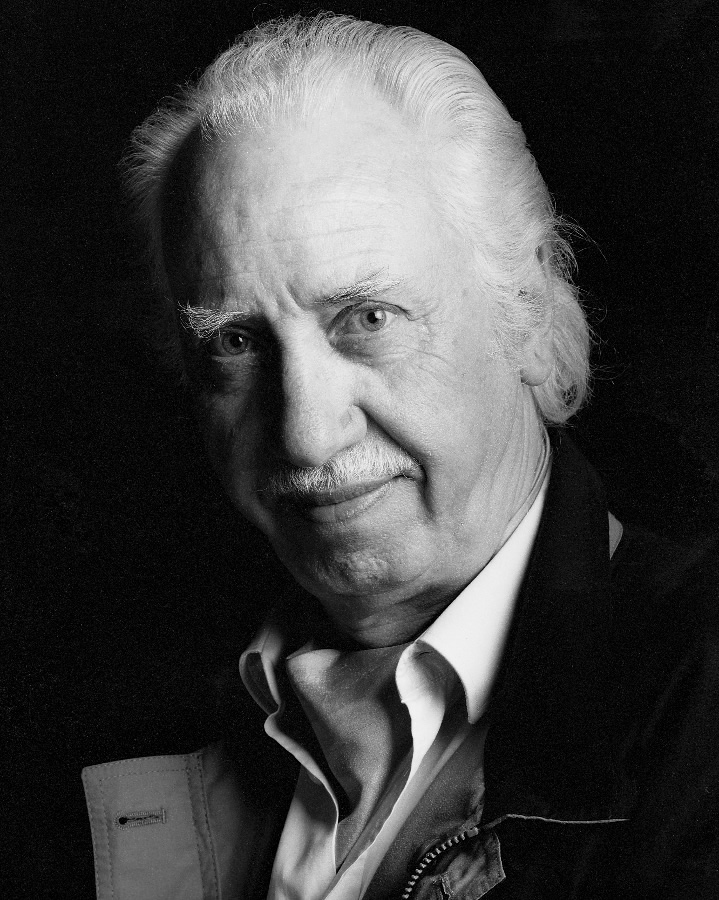
Ernani Costantini (ph. Francesco Barasciutti)

Come ha ricordato Massimo Cacciari è stato un artista indipendente «ma in attivo confronto sia con la tradizione lagunare sia con i grandi del Novecento, Costantini ha elaborato una propria espressione figurativa, che gli è valsa importanti committenze ecclesiali.»

## Biografia
Ernani Costantini nacque da Giovanni e Carolina Semolin nel popolare quartiere Grimani a ridosso della chiesa della Madonna dell’Orto. Studiò presso la Scuola d’arte dei Carmini di Venezia. Ebbe come docenti Ercole Sibellato per la pittura, Mario Disertori per il disegno, Giorgio Wenter Marini per la composizione architettonica e Giulio Lorenzetti per la storia dell’arte.
Finito il corso di abilitazione all’insegnamento nel 1943 fu chiamato alle armi ed inviato alla scuola ufficiali. Dopo lo  sbarco degli Alleati in Sicilia il corso fu sospeso e gli allievi inviati al sud Italia come truppe anti paracadutisti. Costantini fu destinato con altri a Gioia del Colle. L’8 settembre il piccolo reparto fu catturato dai tedeschi ma riuscirono tutti immediatamente a fuggire e nascondersi nelle campagne. Dopo l’arrivo degli alleati e la ricostituzione dell’esercito italiano Costantini si riarruolò nel corpo volontario e fu aggregato alla V Armata USA. A dicembre combatté nella Battaglia di Montelungo e la primavera successiva partecipò all’offensiva sul Garigliano e alla successiva liberazione di Roma per poi dirigersi verso la linea Gotica. Nei momenti di pausa dei combattimenti disegnava ritratti dei soldati alleati o anche delle loro amate tratte dalle piccole fotografie che si portavano appresso.
A Venezia, nella crisi postbellica, si arrangiò a lavorare prima come “operaio scenografo” per la Scalera Film negli studi della Giudecca, fino alla chiusura degli stabilimenti, poi come disegnatore per l’Ufficio Idrografico del Magistrato alle Acque. Poteva dipingere molto poco per mancanza di tempo e di uno spazio adatto, riusciva a frequentare però lo studio di Felice Carena e a visitare le  Biennali ricche delle retrospettive sulle avanguardie europee. 
Nel 1949 vinse il concorso per l’insegnamento nelle scuole medie e ottenne il primo incarico a Vittorio Veneto, dove  andò a vivere assieme alla moglie  Angela (Lina) Vianello, sposata nella primavera del 1950. Qui poté iniziare a dipingere regolarmente e esporre la sua prima mostra personale. Dopo tre anni ottenne la cattedra a Padova e scelse di tornare a vivere a Venezia dove dopo qualche anno ancora ottenne la cattedra. A Venezia entrò in contatto con i fermenti artistici degli anni cinquanta e divenne un animatore dell’UCAI. Negli anni settanta preferì abbandonare l’insegnamento per dedicarsi esclusivamente all’arte: dipingendo, scrivendo e – divenuto presidente della sezione locale dell’UCAI – organizzando mostre dei maestri veneziani del novecento e dell’ottocento veneziano.
Lina morì improvvisamente nel 1995, Ernani continuò a lavorare finché non si spense, dopo una lunga malattia, nel 2007.

## Sviluppo artistico

### Gli inizi e la sperimentazione

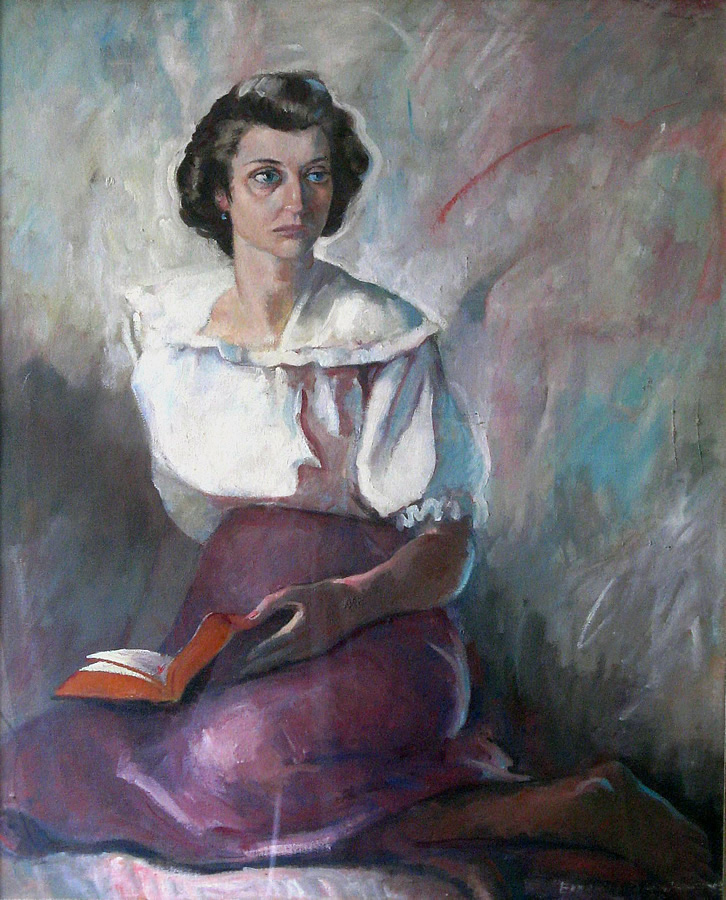
Lina, 1950, olio su masonite, 100 x 80 cm, Venezia, collezione privata
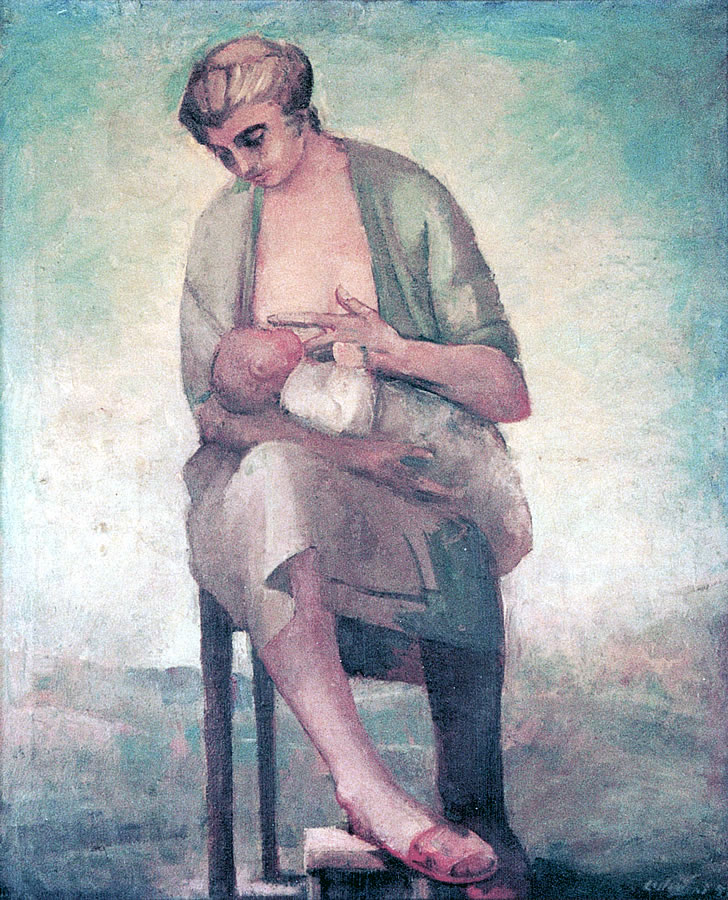
Maternità serena, 1951, olio su tela, 89 x 74 cm, Venezia, collezione privata
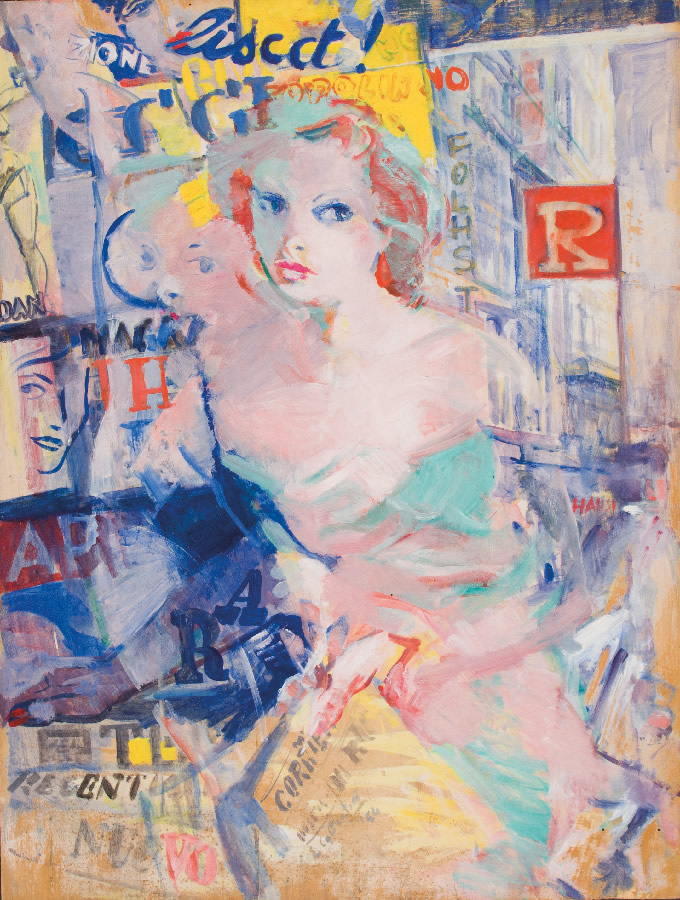
La giornalaia, 1954, olio e smalto su tavola, 80 x 60 cm, Venezia, collezione privata
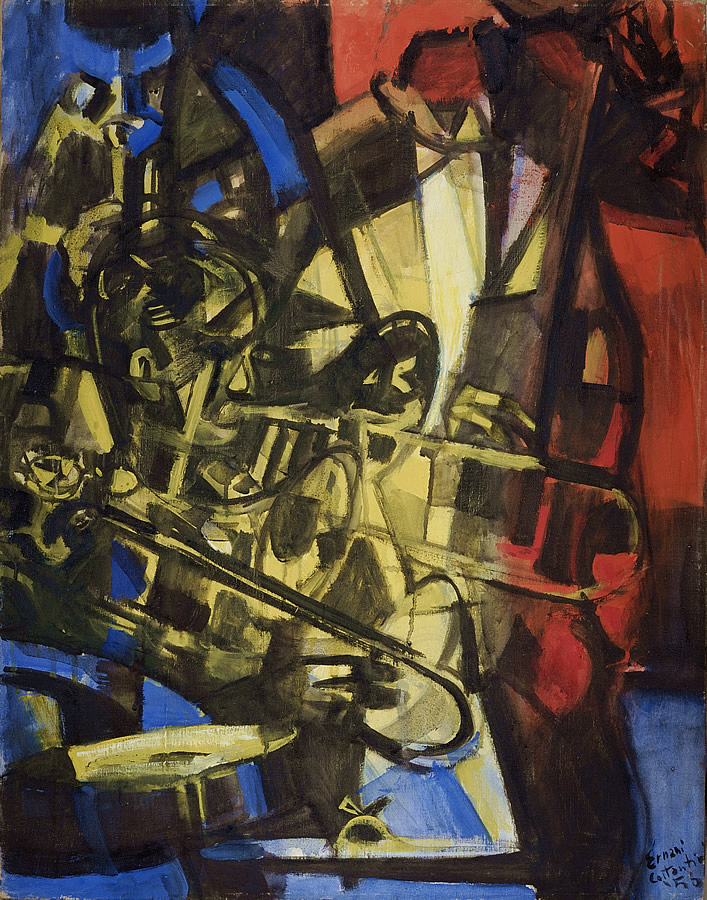
Jazz, 1956, olio su tela, 70 x 55 cm, Venezia, collezione privata
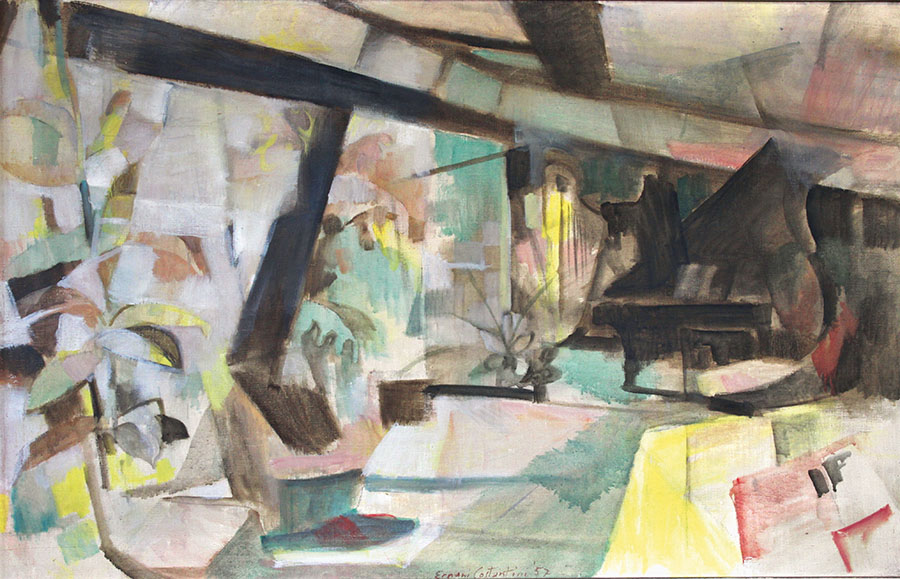
Taliesin West, 1957, olio su tela, 90 x 140 cm, Municipio di Volpedo

Costantini ebbe la possibilità di ricominciare a dipingere solo nel 1948, grazie all’incoraggiamento di Felice Carena di cui frequentava lo studio. Iniziò con una pittura di forte ispirazione novecentesca (Maternità serena, 1951) e qualche forzatura  espressionista (Pietà, 1951) esposti entrambi nella prima personale del 1952 a Vittorio Veneto. 
Nel 1953 con il ritorno a Venezia muta il registro. È coinvolto nei fermenti in cui i giovani pittori della Bevilacqua La Masa andavano esplorando e metabolizzando le avanguardie europee. Segue la corrente cubo-futurista nell’ossatura grafica dell’immagine ma con una delicatezza cromatica debitrice all’impressionismo e contemporaneamente con memorie della leggerezza liberty di un Valeri (La Giornalaia, 1954 oppure Caffè a Rapallo, 1954). Dal 1955 nell’accentuazione dei tagli cubistici passa da leggerezze aeree (Annunciazione, 1955, oppure Burano, 1956) a chiaroscuri convulsi, come in Jazz (1956).
Ma dal 57 si concentra sulla luce, “una luce ancora fisica, ma che smangia le forme diventando assoluta, come un barbaglio” (Taliesin West, 1957 oppure Interno, 1958) e cioè “per dare alla natura e al vero (oggetto, paesaggio, persona) quella luce che è vibrazione e moto, spazio e tempo, un’anima, attraverso la quale il quadro è reale e fantastico, vero e astratto, ordine e libertà”.
 

Queste continue variazioni potrebbero suggerire che l’artista non fosse in grado di trovare una propria strada ma egli sosteneva che: 
“nella cultura, come nella vita, non c’è nulla di acquisito. Tutto è in continuo divenire. Non ci sono valori assoluti nell’opera dell’uomo, ma soltanto nell’uomo in sé.”

### La maturità

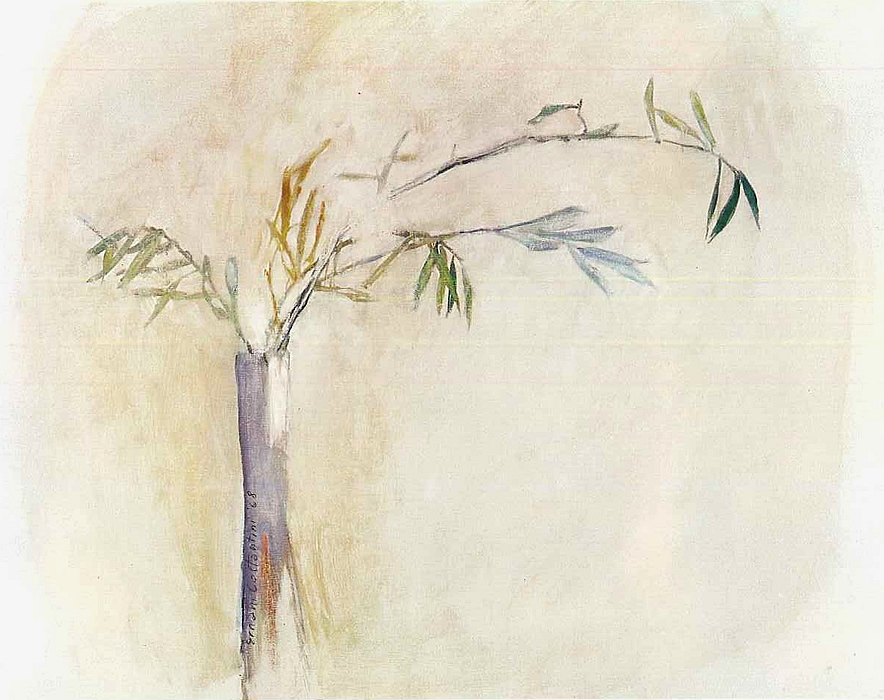
L'ulivo, 1968, olio su tela, 55 x 70 cm, Milano, collezione privata
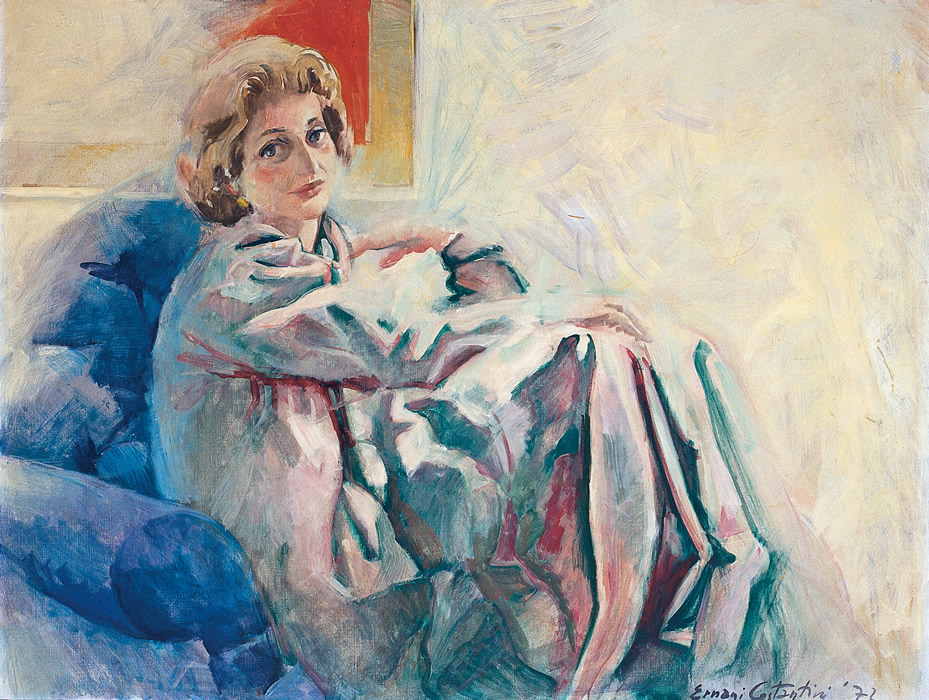
Lina, 1972, olio su tela, 95 x 110 cm, Venezia, collezione privata
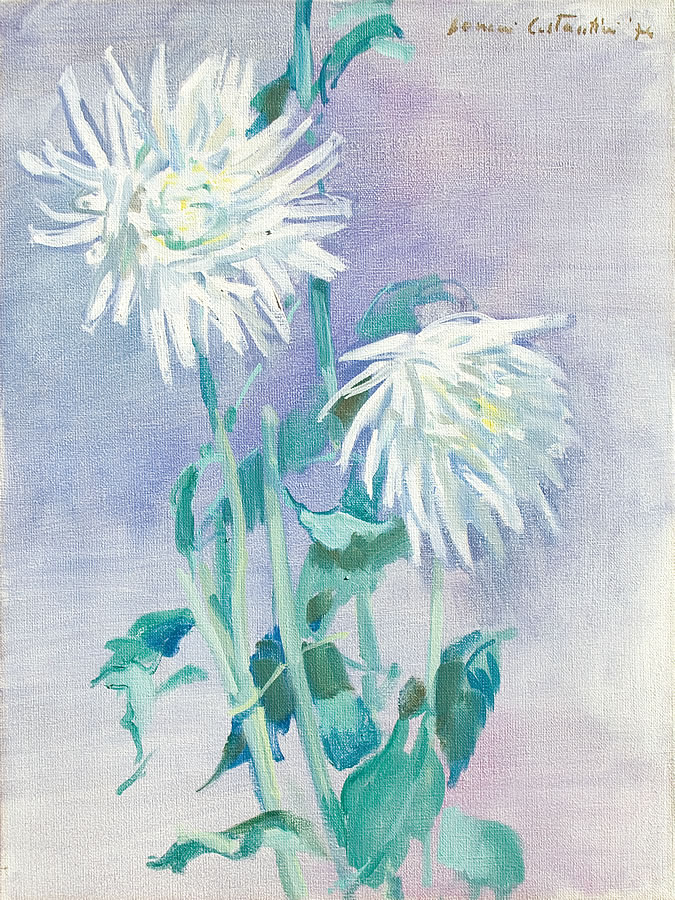
I crisantemi, 1974, olio su tela, 40 x 30 cm, Venezia, collezione privata
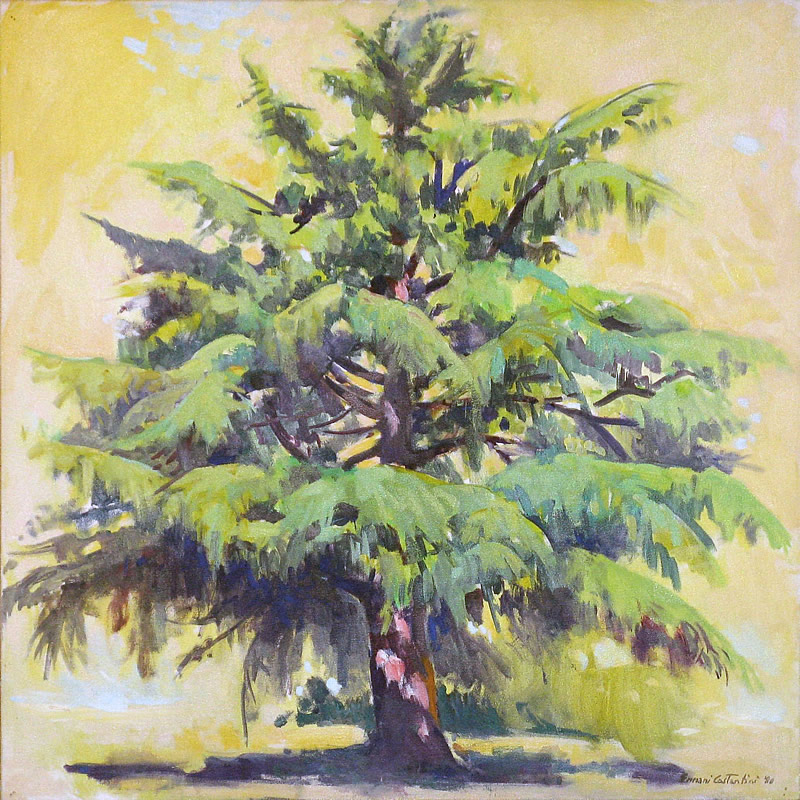
Maestoso come i cedri…, 1980, olio su tela, 70 x 70 cm, dalla serie Cantico dei Cantici, Venezia, collezione privata

Intorno al 1966, a cavallo con la realizzazione dei suoi primi grandi murali religiosi, l’ultimo cambiamento: l’abbandono di ogni formalismo nel rifiuto delle mode. Infatti la sua convinzione era: 
“quanto sarebbe stato comodo (e quanto era facile) approfittare di una imitazione, cogliere dei motivi, liberarsi del vero, seguire una moda e non essere più se stessi; e non farlo perché si è veramente persuasi della grandezza e potenza, poniamo, di Cézanne o Modigliani, di Picasso e  Mondrian e in che cosa esse consistano; così, allora, questi grandi sarebbero stati amati e compresi veramente.”
Si allontana quindi dal percorso delle avanguardie ma non semplicemente verso il realismo, né il verismo, né il naturalismo e nemmeno verso l’impressionismo. Certamente le radici profonde della pittura di Costantini erano ben radicate nella tradizione veneta e teneva presente tutta la lezione che dal Rinascimento ha fatto del colore l’elemento costruttivo, espressivo e atmosferico principale. “Al tempo stesso, nell’immaginazione e, nel segno e nella vivacità delle cromie […] [si collega a] tutta la cultura visiva contemporanea, anche di quella filmica […]” con alcuni richiami al simbolismo e al secessionismo e al nitore della pittura nordica e anche “qualcosa di Zen.”
Paolo Rizzi lo raccontava allora come un pittore “apparentemente non impegnato - senza forzature di significato - ma impegnato nella serenità, nell’armonia, nell’ordine delle cose” alla ricerca di una nuova posizione “bilanciata dell’uomo.” Dipinge così le nature morte con i piccoli oggetti del quotidiano, le composizioni, i paesaggi, le figure – i ritratti, le maternità, i nudi femminili “così pregni di vita da trascurare ogni malizia” –, ricercando in tutto questo un senso di religiosità o “il profondo senso della creaturalità delle cose” come scriveva per lui Bruno Rosada, mutuando il concetto da  Lévinas. Costantini dichiarava apertamente: 
“Mi domando se può esservi dicotomia tra la pittura a tema religioso e quella a tema profano. Decido di no e cerco di operare una sintesi. Credo di trovare il modo nell’uso della luce come fatto competitivo e come suggestione. Mi riaffermo nel concetto che ’tutto è sacro’ quando ci sia sacralità in noi di fronte alle cose della vita”.
Questi concetti si sviluppano in modo manifesto nei soggetti di alcune tra le molte mostre, quelle più dichiaratamente tematiche,  che Costantini ha presentato negli anni a venire,. Fu il caso della serie del Cantico dei Cantici esposta nel 1981, dove il Cantico è evocato sia nella sensualità della figura di Sulamit sia attraverso nature morte e paesaggi. Oppure nella mostra Il Sacro nel Profano del 1986 al Museo Diocesano d'Arte Sacra di Venezia, dove si confrontavano temi propri dell’arte sacra con temi della vita quotidiana.

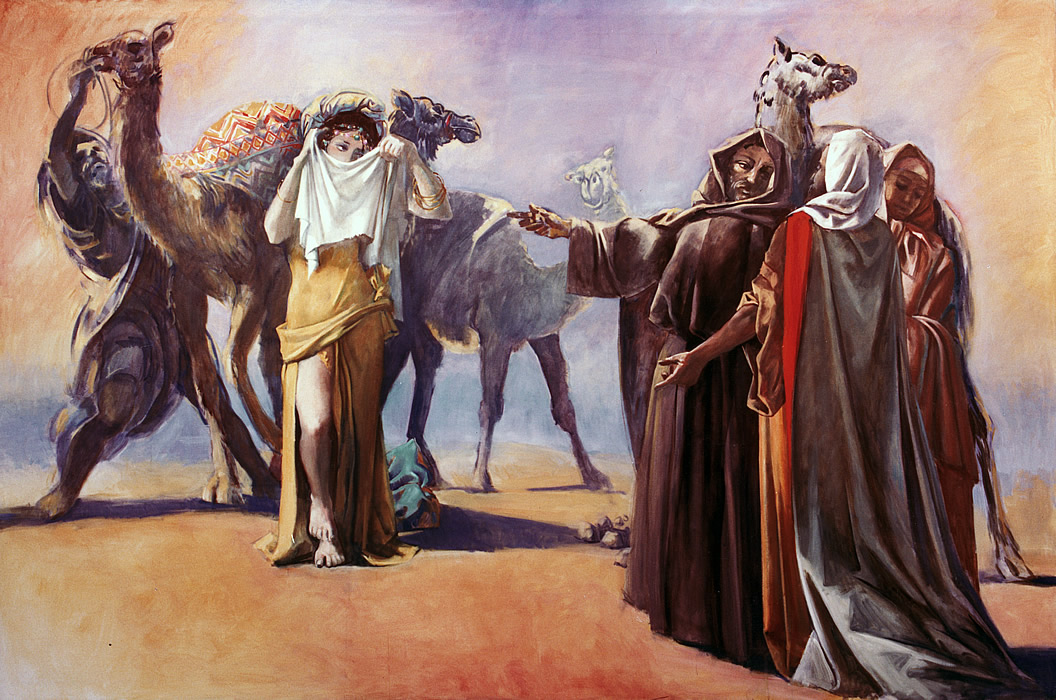
Rebecca, 1988, olio su tela, 200 x 300 cm, (dalla serie Da Eva a Maria – Le Donne della Bibbia), Venezia, collezione privata
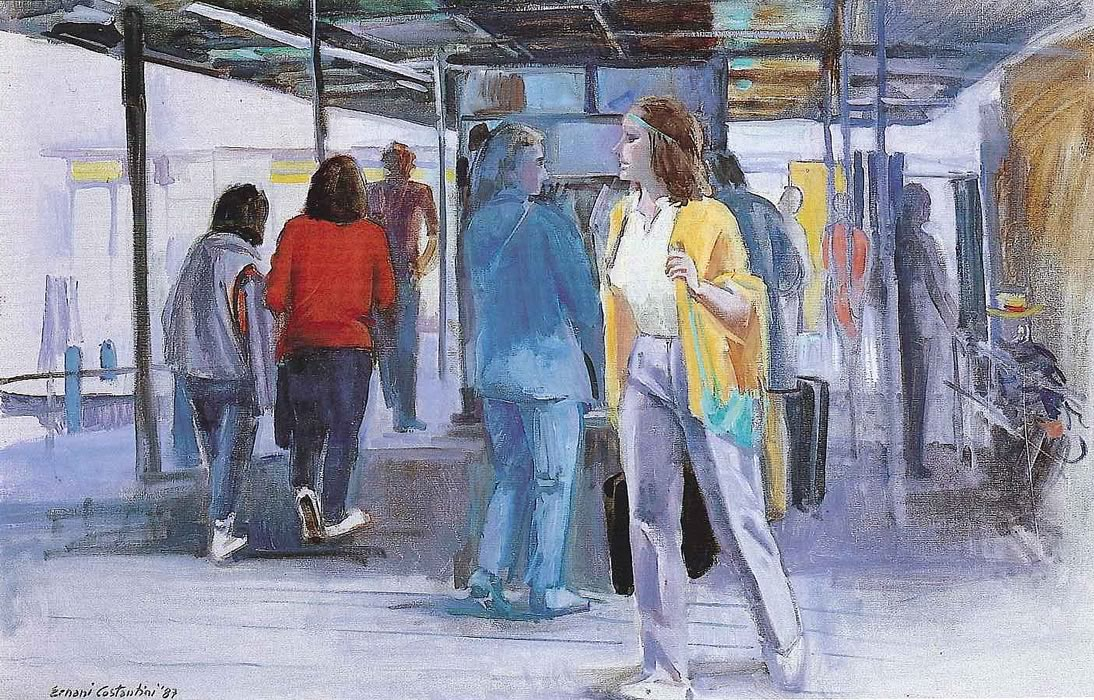
Via vai al pontile, 1987, olio su tela, 65 x 100 cm, (dalla serie Vivere a Venezia), Venezia, collezione privata
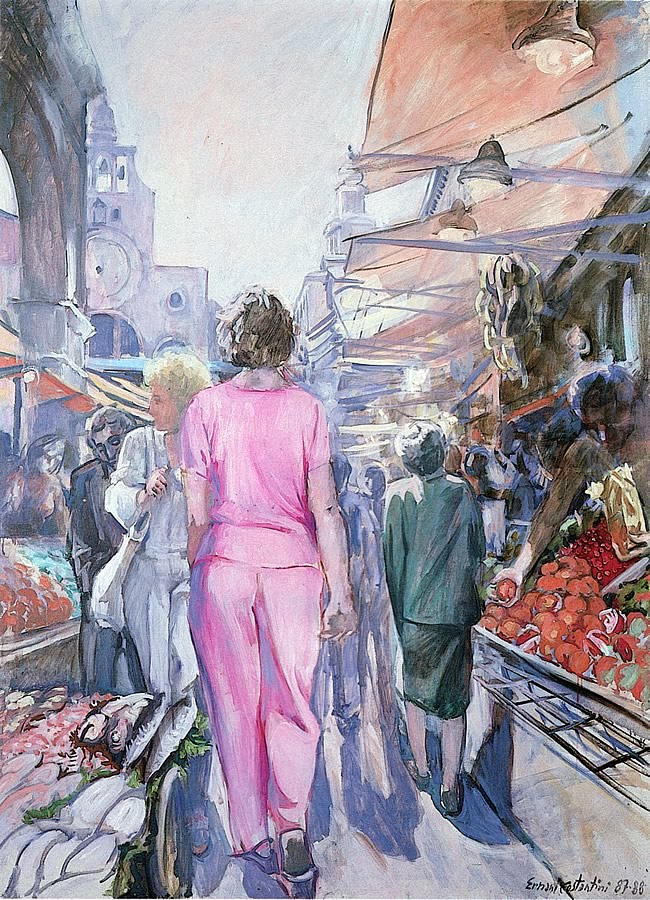
A Rialto…, 1987,, olio su tela, 150 x 110 cm, (dalla serie Vivere a Venezia), Treviso, collezione privata
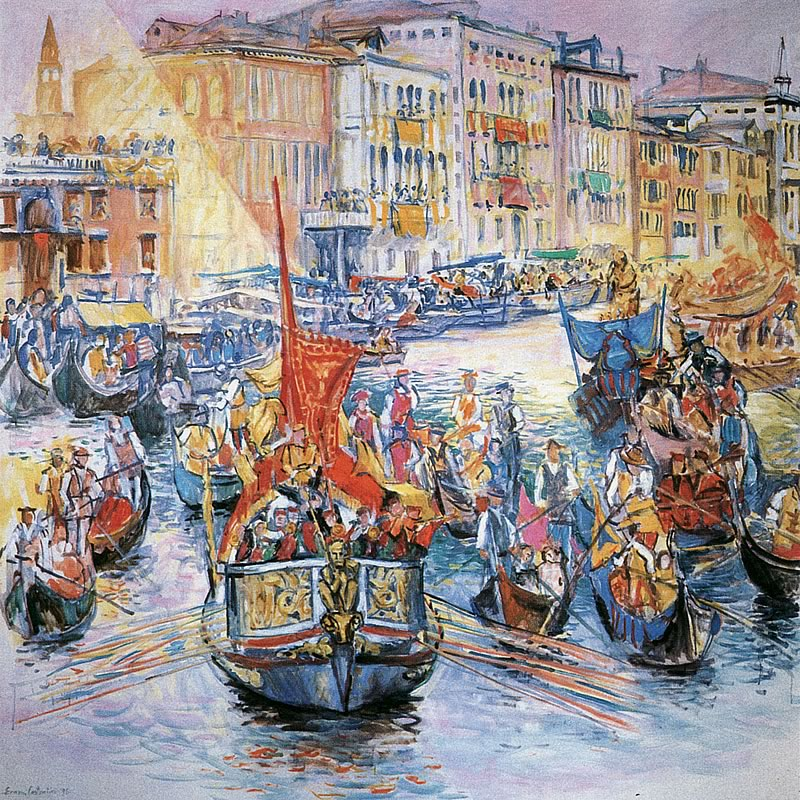
Prima Domenica di settembre, 1996, olio su tela, 150 x 150 cm, (dalla serie Diario Veneziano), Venezia, collezione privata
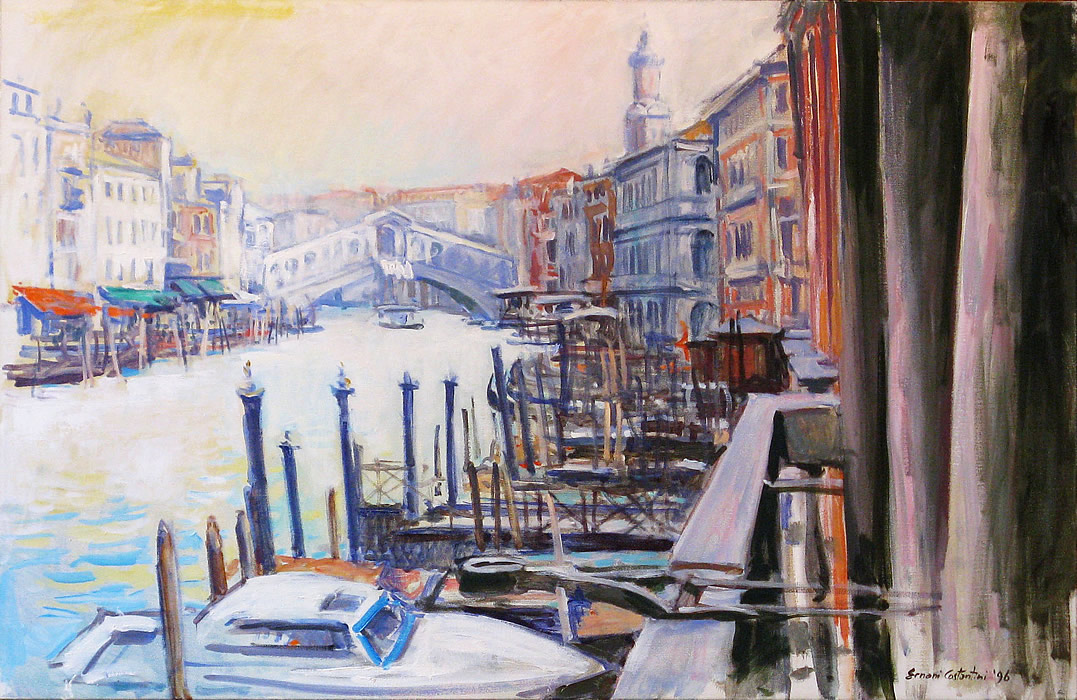
Canal Grande a Rialto, 1996, olio su tela, 65 x 100 cm, (dalla serie Diario Veneziano), Parigi, collezione privata

Ci fu poi la serie delle dodici grandi tele (tutte alte 2 metri) di Da Eva a Maria – le Donne della Bibbia, presentate assieme alle poesie composte dell’amico Antonio Bruni. Fu una mostra itinerante: venne esposta nel 1987 Venezia, alla Scuola Grande di San Giovanni Evangelista, e Padova, nella  Sala della Gran Guardia, nel 1988 a  Cervarese, nell’Oratorio della Santa Croce, e Verona, al palazzo della Gran Guardia, e nel 2002 di nuovo a Venezia all’Istituto d'Arte. Sono i ritratti di “dodici figure in modi diversi emblematiche di come appara la donna […] nell’Antico e nel Nuovo Testamento. […] accanto alle figure maggiori e imprescindibili ci sono donne di minore peso storico e emblematico, ma ugualmente ricche di tensione umana, di vitalità di rapporti e, dunque, di spessore emotivo e narrativo.”
Nella mostra Vivere a Venezia alla Scuola Grande di San Teodoro (1988) rappresentò la sua città togliendo le concrezioni culturali romantiche e la rappresentandola come luogo del “sentimento che muta all’impatto con le cose e […] senza perde[re] il contatto con la sua vita […] tangibile […]: i rumori e i silenzi […], l’ironia e l’amore.” Quindi non tanto inquadrature famose, quanto la gente nei variopinti vestiti moderni dei turisti che si aggirano a per le strade del tessuto storico della città o dei cittadini che si affrettano verso un vaporetto e anche le visioni mistiche di angeli che volano dentro la Basilica di San Marco. Temi ripresi con maggiore intimità e nostalgia nella mostra Diario Veneziano al Centro d'Arte San Vidal (1996).
La mostra Veneto Cristiano (Centro d'Arte San Vidal -1991) fu dedicata alla rappresentazione delle manifestazioni, sia storiche che contemporanee, della fede cristiana nella regione: spaziava dalle scene dei riti tradizionali ufficiali (p.e. la processione del Redentore o la festa della Madonna della Salute) o di quelli popolari di ambito famigliare (il segno della Croce sulla polenta), alle vedute dei luoghi della fede veneti inseriti nel loro preciso contesto paesaggistico (p.e. il Santuario del monte Berico o la punta San Vigilio) anche urbano (p.e. Santa Giustina sullo sfondo del Prato della Valle).

## Arte sacra

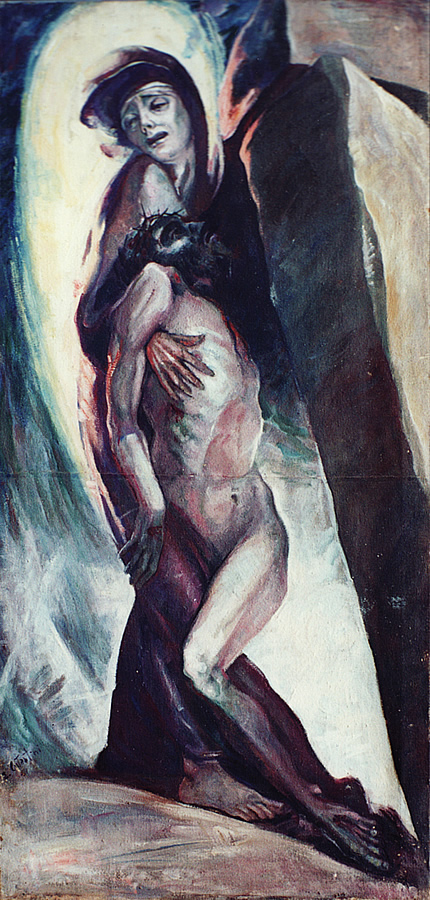
Pietà, 1951, olio su tela, 200 x 90 cm circa, Venezia, chiesa di San Canciano
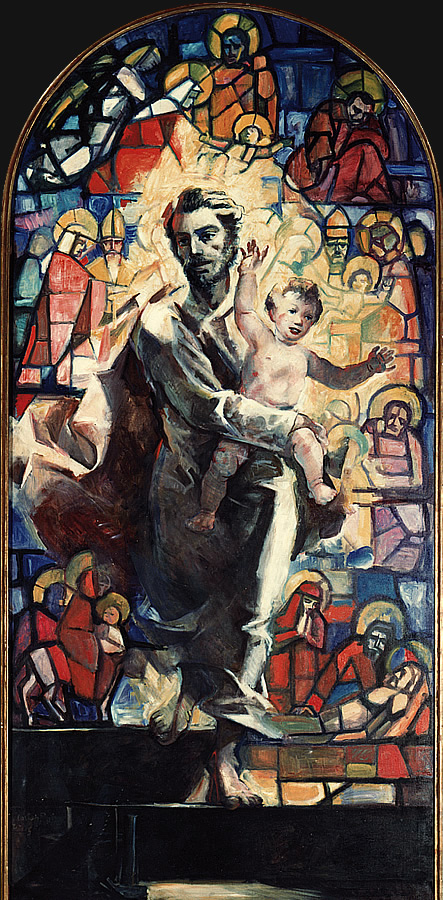
San Giuseppe col Bambino, 1956, olio su tela, 260 x 150 cm, Mirano (VE), Istituto Costantino
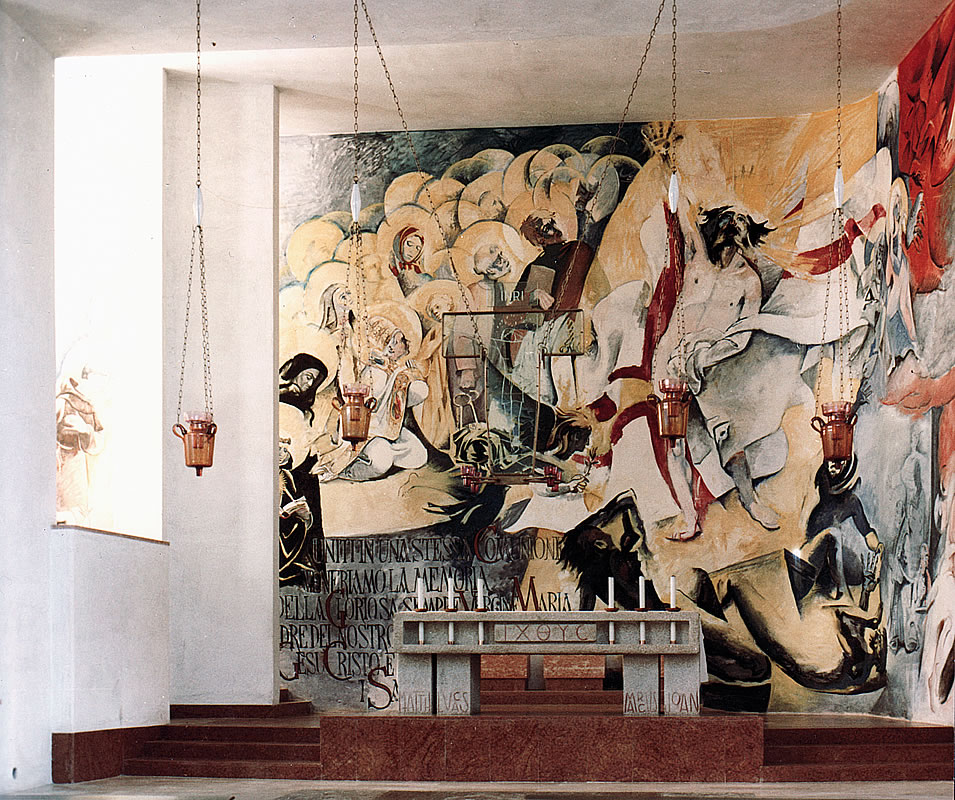
Resurrezione e Comunione dei Santi, 1964, olio su muro, 160 m², Venezia, chiesa di San Gerardo Sagredo
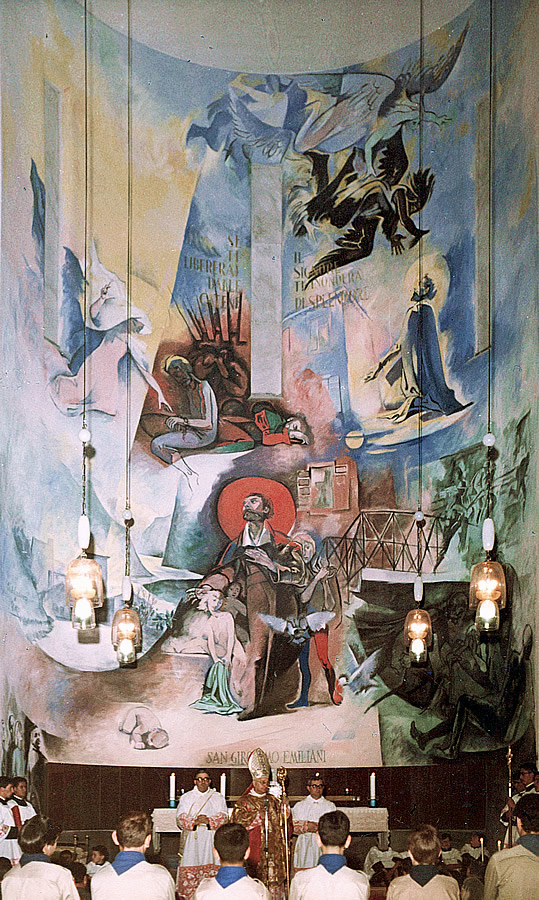
San Gerolamo Emiliani, 1966, tempera su muro, 160 m² circa,  Mestre, chiesa della Madonna Pellegrina
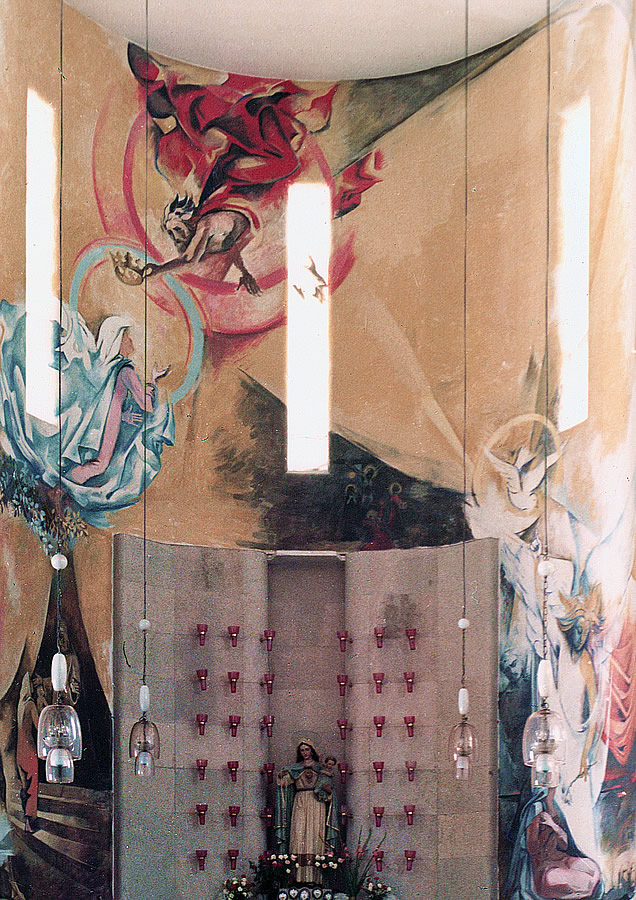
Storie di Maria, 1968, tempera su muro, 120 m² circa,  Mestre, chiesa della Madonna Pellegrina

La storia di Costantini nel campo dell’Arte Sacra si accompagna all’evoluzione della sua ricerca artistica. 
Nella Pietà del 1951, esposta come autonoma ricerca nella prima mostra personale del 1952 a Vittorio Veneto – ed ora nella chiesa di  San Canciano a Venezia – è evidente l’ispirazione espressionista con tagli di luce tintoretteschi nell’impianto novecentesco. Più luminoso invece il Pio X benedicente eseguito due anni dopo per la nuova chiesa di Padova a lui dedicata. 
Suscitò invece molte polemiche “per una retorica di mal inteso e falso rispetto del passato” il San Giuseppe col Bambino (1955) commissionato per la chiesa della  Madonna dell’Orto e ora spostato a Mirano nella cappella dell’Istituto Costantino. Più tardi, a compensazione morale, nell’attiguo patronato hanno trovato spazio i leggeri tagli cubistici della coeva Annunciazione (1955) e molti anni dopo per la cappella di San Mauro nella chiesa stessa fu richiesta e collocata la tela di San Leonardo Murialdo (1988).
Nella Crocifissione (1957) per la chiesa della Regina Pacis ad Auronzo  seguiva in modo personale "la lezione semplificatrice ed architettonica di un particolare astrattismo". Di quegli anni è anche la Via Crucis per la cappella di San Marco Evangelista a San Vito di Cadore di disegno astratto e simbolico e poco più tardi la Via Crucis di San Canciano “organizzata in terzine felicissime su quattro toni fondamentali ed espressivi: il rosso-rosa, il giallo oro, il viola il grigio e il nero, simboli di facile lettura della condanna, dell’amore, della malinconia, fino al buio del sepolcro”.
Tra il 1964 ed il 1968 giunsero le prime commissioni per grandi pitture murali. La Resurrezione di Cristo e Comunione dei Santi nella chiesa di Sacca Fisola a Venezia (160 m², 1964) è fortemente strutturata nell’impianto simbolico e nella composizione che sale nell’assieme dei santi che ascende verso il grande Cristo e ridiscende verso i personaggi testimoni del nostro tempo (Pio XII e Giovanni XXIII per la chiesa, Albert Einstein per le scienze e T.S. Eliot per le arti) seguiti dagli orrori della guerra.
Nelle composizioni immediatamente successive è avvertibile il progressivo abbandono del formalismo. Sono le due grandi composizioni murali nelle cappelle laterali della chiesa del Cuore Immacolato di Maria di Mestre: San Girolamo Emiliani (160 m², 1966) poi l’altra con le Storie di Maria (120 m², 1968). Nel 1967 dipinse l'Ultima cena nella chiesa di Santa Maria della Pace a Mestre, composta attorno ad un tavolo circolare ed con un punto di vista elevato, mentre la successiva Ultima cena (1968) per la  chiesa di Sant’Agnese a Venezia, è d’impianto compositivo classico.

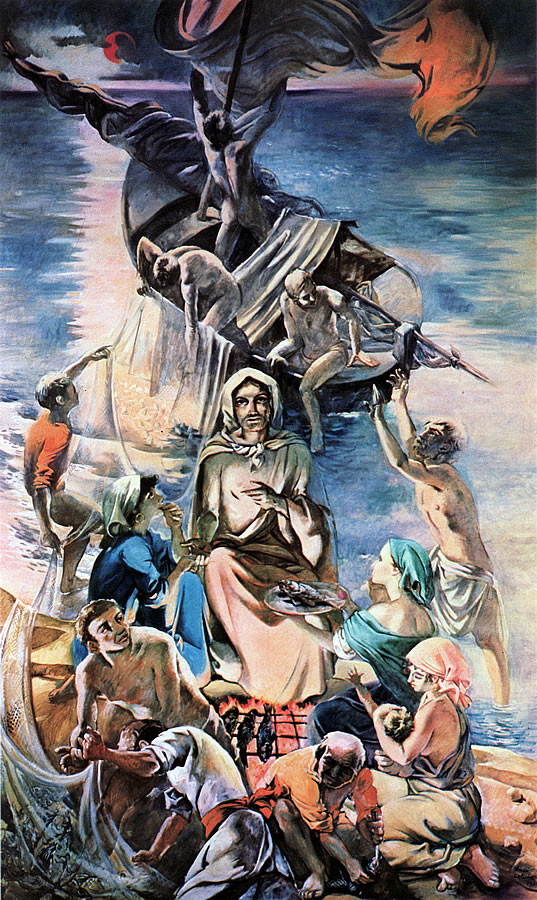
Giovanni cap. XXI, 1979, olio su tela, 650 x 400 cm, Jesolo, chiesa del Sacro Cuore di Gesù
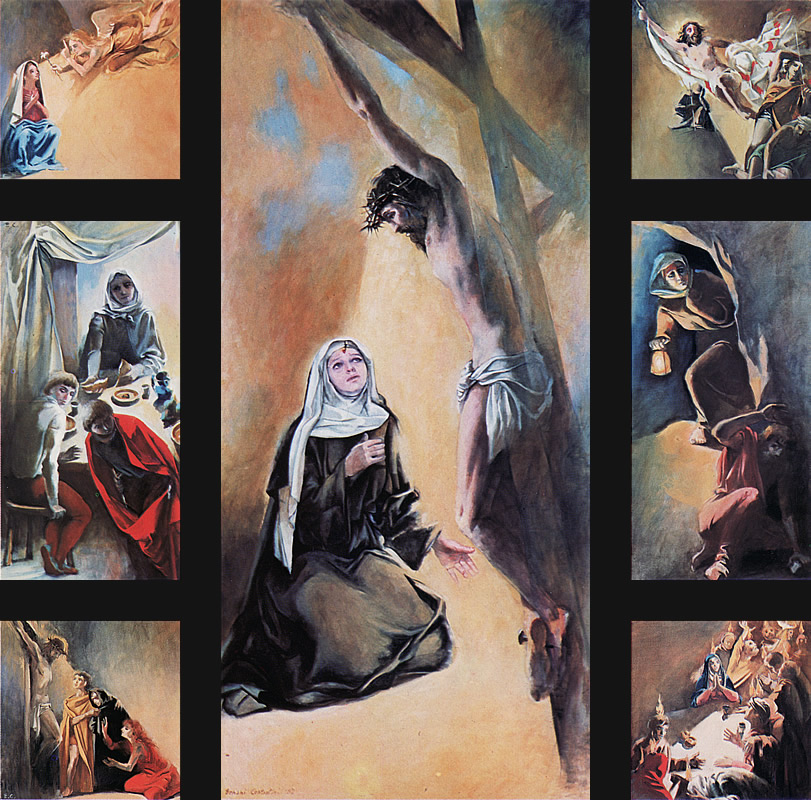
Santa Rita da Cascia, 1982, Mestre, chiesa di Santa Rita
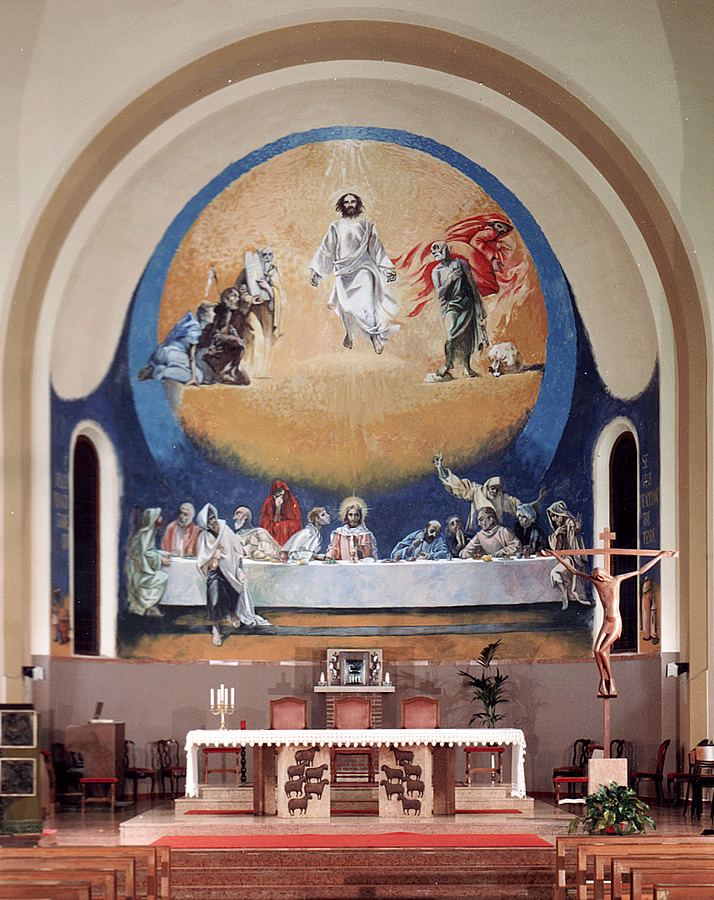
La Trasfigurazione e l’Ultima Cena, 1993, acrilico su muro, 90 m² circa, Marghera, chiesa di San Michele Arcangelo
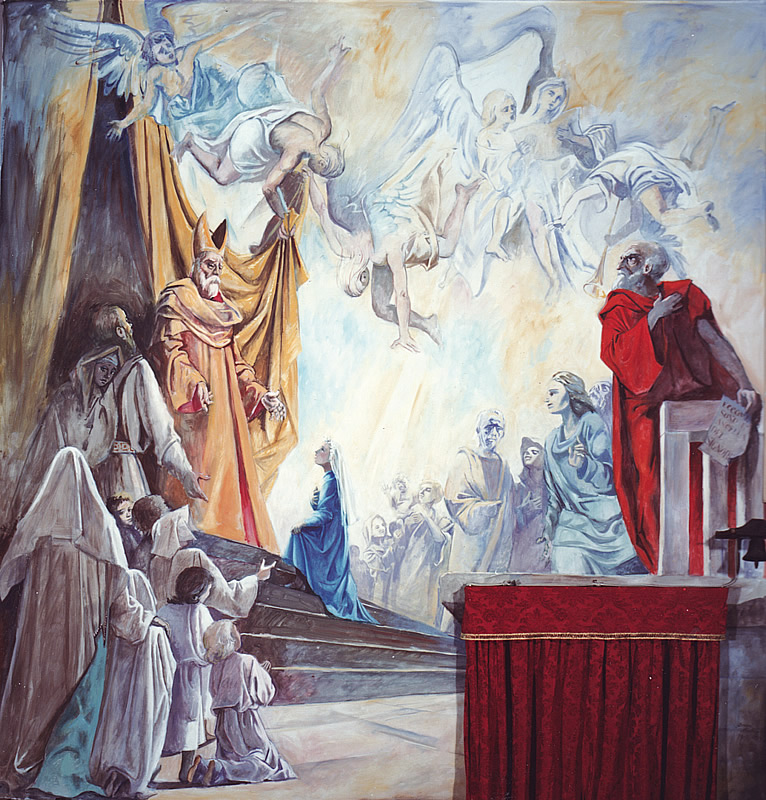
La presentazione della Vergine al Tempio, 1989, acrilico su muro, 400 x 365 cm circa, Mestre, Santuario della Madonna della Salute
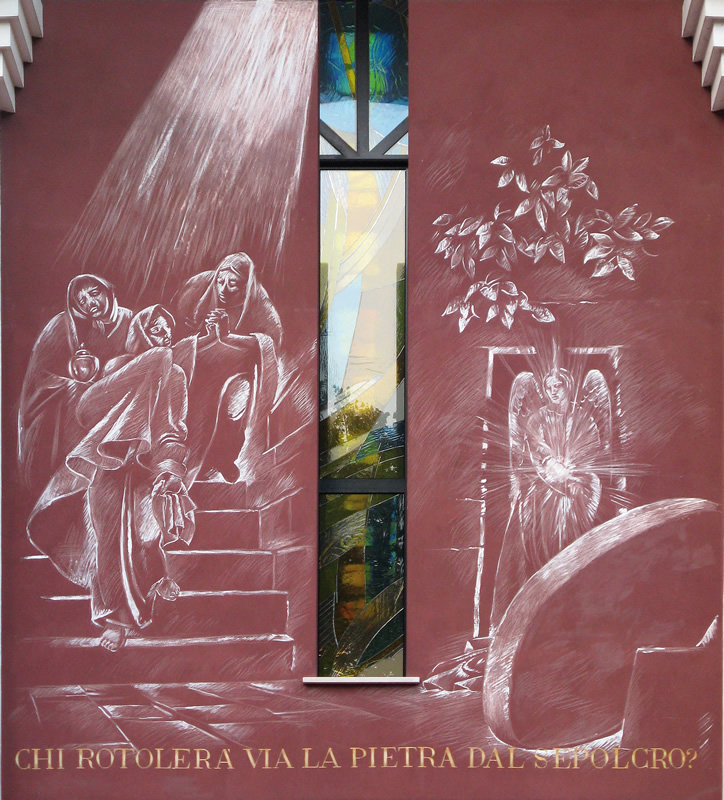
Le Pie Donne al sepolcro, 2005, sgraffito e tempera, 500 x 400 cm circa, Marghera, chiesa della Santissima Risurrezione, ultimo lavoro d'arte sacra di Costantini

Con questa nuova impostazione sviluppò le opere successive, incrociando il fitto lavoro per commissioni di minori dimensioni o isolate alla realizzazione di estesi cicli compositivi. 
Nel 1978, dopo dieci anni, ritornò a dipingere un grande murale nella chiesa del Cuore Immacolato di Maria: Resurrezione di Cristo, resurrezione dei morti, Natività e Ultima Cena (300 m²). Nello stesso anno dipinse, sempre su muro, La cena in Emmaus (40 m²) per la chiesa di Santa Maria Goretti a Carpenedo e l’anno successivo Giovanni, cap. XXI, questa volta un olio su tela di 650x400 cm, per la chiesa del Sacro Cuore di Gesù a Jesolo.
A più riprese dipinse sulle pareti del santuario della Madonna della Salute di Mestre: L’incoronazione di Maria e l’Annunciazione (1985) nelle pareti ad arco attorno al presbiterio, i Dodici Apostoli (1986) sulle pareti sopra i colonnati delle navate, la Cena in Emmaus (1987) sull’altare del Ss. Sacramento, la Presentazione della Vergine al Tempio (1989) sulla parete destra del presbiterio e L’assunzione di Maria, la Natività e la Crocifissione (1991) in controfacciata. Nella stessa chiesa è stata ricollocata più tardi una Via Crucis su tela (1983-85) di Costantini già in deposito al Museo Diocesano. 
Nel 1991 iniziò un ciclo di opere per la chiesa dei Santi Fabiano e Sebastiano a Padova: un grande crocifisso pensile su tavola (1991), Le opere di misericordia spirituali  e Le opere di misericordia corporali (1992) sui lati del presbiterio, la pala dei Misteri del Rosario e quella Ss. Sacramento (1994) sui due altari minori. Per la stessa chiesa su disegno di Costantini nel 1992 venne iniziata la decorazione a mosaico della facciata, un progetto interrotto a lungo e ripreso dai mosaicisti tra il 2004 e il 2006 ma mai portato a termine.
Per la chiesa di San Michele Arcangelo a Marghera dipinse La trasfigurazione e l’ultima cena (1993, 90 m²) sul catino dell’abside e La pesca miracolosa e La chiamata di Pietro (1996, 32 m² ciascuno) ai due lati del presbiterio.
Per la chiesa di Santa Barbara a Mestre dipinse La cena in Emmaus (1998), il trittico di San Giuseppe (2000), e il grande murale Crocifissione (2003, 120 m²). 
Nel 2003/2004 tornò a lavorare per la chiesa Cuore Immacolato di Maria di Mestre: disegnò e diresse l’esecuzione delle vetrate in fusione di una Via Crucis. 
In tempo la consacrazione della neo-edificata chiesa della Ss. Risurrezione a Marghera aveva già dipinto nel 1997 la grande tela della Resurrezione di Gesù (alta 8 m) situata in nella breccia artificiale dell’abside, Le rive del Giordano (7 m²) nel battistero e L’adultera. Tornò in quella stessa chiesa nel 2005, a 82 anni, ad arrampicarsi sulle impalcature per realizzare la sua ultima opera d’arte sacra: lo sgraffito delle Pie Donne al Sepolcro (24 m²) sopra il portale d’ingresso, all’esterno.

### Opere
- Asiago, Cappella di San Domenico: La visione di San Domenico, 1993, affresco.
- Auronzo di Cadore, Chiesa della Regina Pacis: Crocifissione, 1957, olio su tela.

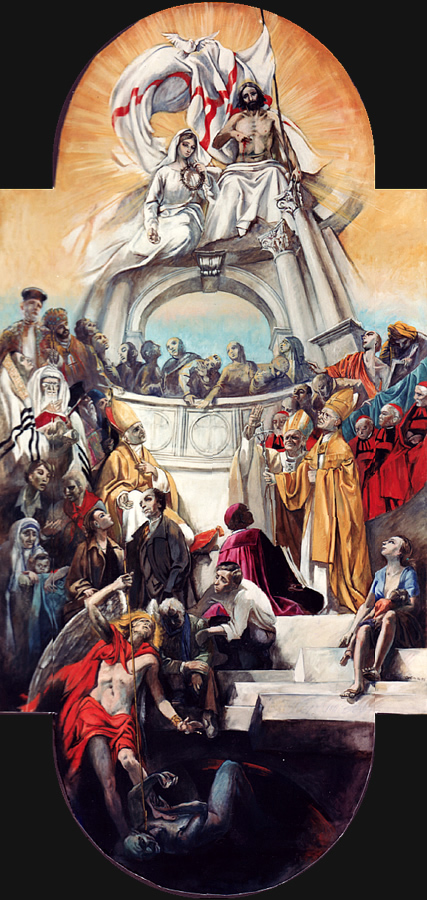
Il concilio vaticano II, 1995, olio su tela, 600 x 300 cm circa, Campoverardo di Camponogara, chiesa dei Santi Quirico e Giulitta

- Il concilio vaticano II, 1995, olio su tela, 600 x 300 cm circa, Campoverardo di Camponogara, chiesa dei Santi Quirico e GiulittaCampoverardo di Camponogara, Chiesa dei Santi Quirico e Giulitta: Il concilio vaticano II, 1995, olio su tela.
- Cencenighe Agordino, Cappella Ghisel all'Oasi Papa Luciani: Crocifissione, 1986, olio su tela.
- Cogollo del Cengio, Chiesa votiva dei Granatieri al Monte Cengio: Madonna del Granatiere, 1999, olio su tela.
- Fossò, Chiesa di San Bartolomeo: San Francesco di Assisi, 1982, olio su tela; Santa Caterina da Siena, 1982, olio su tela.
- Jesolo, Chiesa del Sacro Cuore: Giovanni, Cap. XXI, 1979, olio su tela.
- Mirano, Cappella dell'Istituto Costantino - Engim Veneto: San Giuseppe con il Bambino Gesù, 1955, olio su tela.
- Miane, Chiesa di Sant'Antonio abate: Sant'Antonio abate, 1991, olio su tela.
- Padova, Chiesa di San Pio X: San Pio X benedicente, 1954, olio su tela.
- Padova, Chiesa dei Santi Fabiano e Sebastiano: Crocifisso, 1991, tempera su tavola; Cristo Giudice con Maria, Giovanni, Pietro e Paolo, 1992, mosaico; San Fabiano, 1992, mosaico; San Sebastiano, 1992, mosaico; Le opere di misericordia corporale, 1993 c., olio su tela; Le opere di misericordia spirituale, 1993 c., olio su tela; I Misteri del Rosario, 1994, olio su tavola; Pala del Ss. Sacramento, 1994, olio su tavola.
- Roma, Cappella dell'Istituto Suore Ancelle Missionarie: Via Crucis, 1963, tempera su tavola; Crocifisso, 1963, tempera su tavola; La Pentecoste, 1990, olio su tela.
- San Vito di Cadore, Cappella di Santa Maria Ausiliatrice: Via Crucis, 1957 c., tempera su tavola.
- Venezia, Chiesa di Sant'Agnese: L'ultima Cena, 1968, affresco; Via Crucis, 1970, tecnica mista  su tavola.
- Venezia, Chiesa di San Canciano: Pietà, 1951, olio su tela; Via Crucis, 1956, tecnica mista su tavola.
- Venezia, Chiesa di San Gerardo Sagredo: Resurrezione di Cristo e comunione dei Santi, 1964, murale; Crocifisso, 1968 c., tempera su tavola.
- Venezia, Chiesa della Madonna dell'Orto:  San Leonardo Murialdo, 1988, olio su tela; (nel patronato) Annunciazione,1955, olio su tela.
- Venezia, Chiesa di San Martino: Il battesimo di Gesù, 2001, olio su tela.
- Venezia - Marghera, Chiesa di San Michele Arcangelo: La trasfigurazione e l'ultima cena, 1993, murale; La pesca miracolosa, 1996, murale; La chiamata di Pietro, 1996, murale.
- Venezia - Marghera, Chiesa della Ss. Risurrezione: Resurrezione di Gesù, 1997, olio su tela; Le rive del Giordano, 1997, olio su tela; L'adultera, 1997, olio su tela; Le Pie Donne al sepolcro, 2005, sgraffito.Sulle rive del Giordano, 1997, olio su tela, 200 x 350 cm, Marghera, chiesa della Santissima Risurrezione

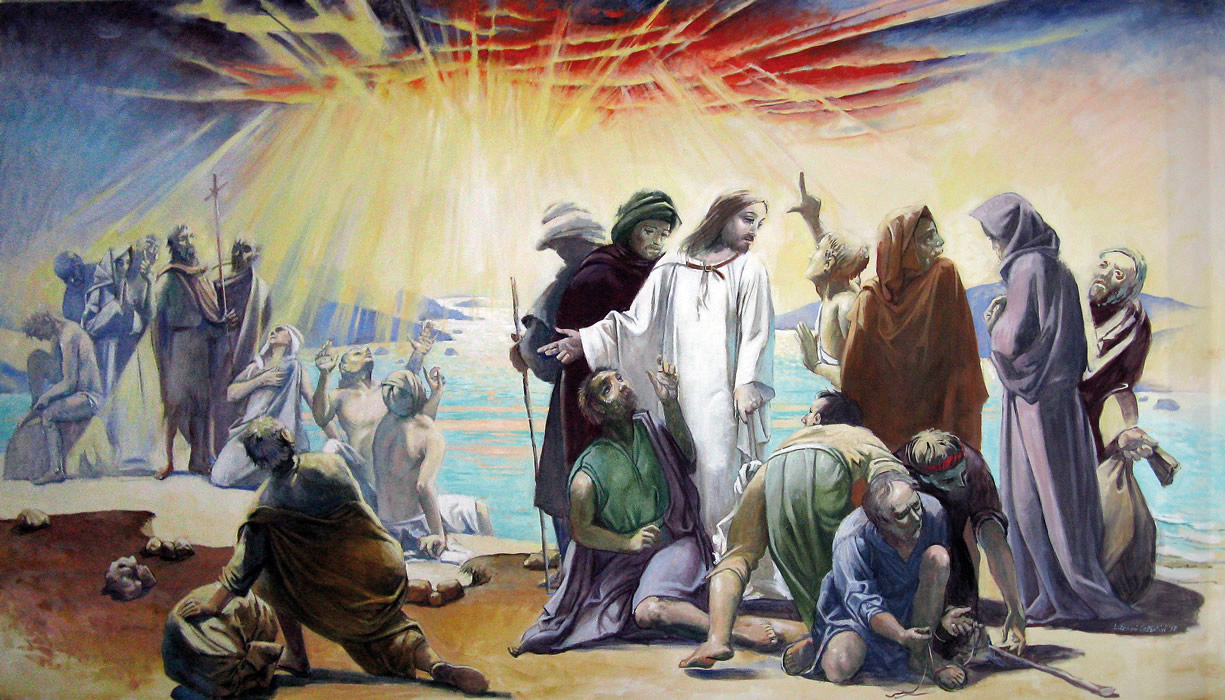
Sulle rive del Giordano, 1997, olio su tela, 200 x 350 cm, Marghera, chiesa della Santissima Risurrezione

- Venezia - Mestre, Chiesa di Santa Barbara: La cena in Emmaus, 1998, olio su tela; Trittico di San Giuseppe, 2000, olio su tela; Crocifissione di Gesù, 2003, murale.
- Venezia - Mestre, Chiesa dei SS. Gregorio Barbarigo e Maria Goretti: La cena di Emmaus, 1978, murale.
- Venezia - Mestre, Chiesa di San Lorenzo Giustiniani: Trittico di San Lorenzo Giustiniani, 1982, olio su tela.
- Venezia - Mestre, Santuario della Madonna della Salute (Santa Maria della Speranza): Incoronazione di Maria,  Annunciazione e Santi Protettori di Venezia e di Mestre, 1985, murale; I dodici Apostoli, 1986, murale; La cena di Emmaus, 1987, murale; La presentazione della Vergine al tempio, 1989, murale;  L'Assunta, la Natività, la Crocifissione, 1991, murale; Via Crucis, 1983-1986, olio su tela.
- Venezia - Mestre, Chiesa della Madonna Pellegrina (Cuore Immacolato di Maria): San Girolamo Emiliani, 1966, murale; Storie di Maria, 1968, murale; Resurrezione di Cristo, Resurrezione dei morti, Natività, Ultima Cena, 1978, murale; Via Crucis, 2003, vetrate in fusione.
- Venezia - Mestre, Chiesa di Santa Maria della Pace: L'ultima cena, 1967, murale.
- Venezia - Mestre, Chiesa di Santa Rita da Cascia: Polittico di Santa Rita da Cascia, 1982, olio su tela.
- Villatora di Saonara, Chiesa dei Santi Simone e Giuda: La Pentecoste, 1987, olio su tela; L'incredulità di Tommaso, 1987, olio su tela.

## Scritti
- Ernani Costantini, Sst … è la luna: rapsodia lagunare, Il Prato, Padova, 2005 – romanzo

- Ernani Costantini, Ritorno a Montelungo: diario di guerra; 1943-1945, Supernova, Venezia, 2002 – diario di guerra

- Ernani Costantini, Quella lontana estate del ’45, Supernova, Venezia, 2001 – romanzo

- Ernani Costantini, Personale a Venezia, Marsilio, Venezia, 1999 – romanzo

- Ernani Costantini, L’abbaino, Emiliana, Venezia, 1995 – poesie

- Ernani Costantini, Arte Sacra. No - Lettera ad un caro amico, Emiliana, Venezia, 1990 – saggio